# Førslev Sogn
Førslev Sogn 

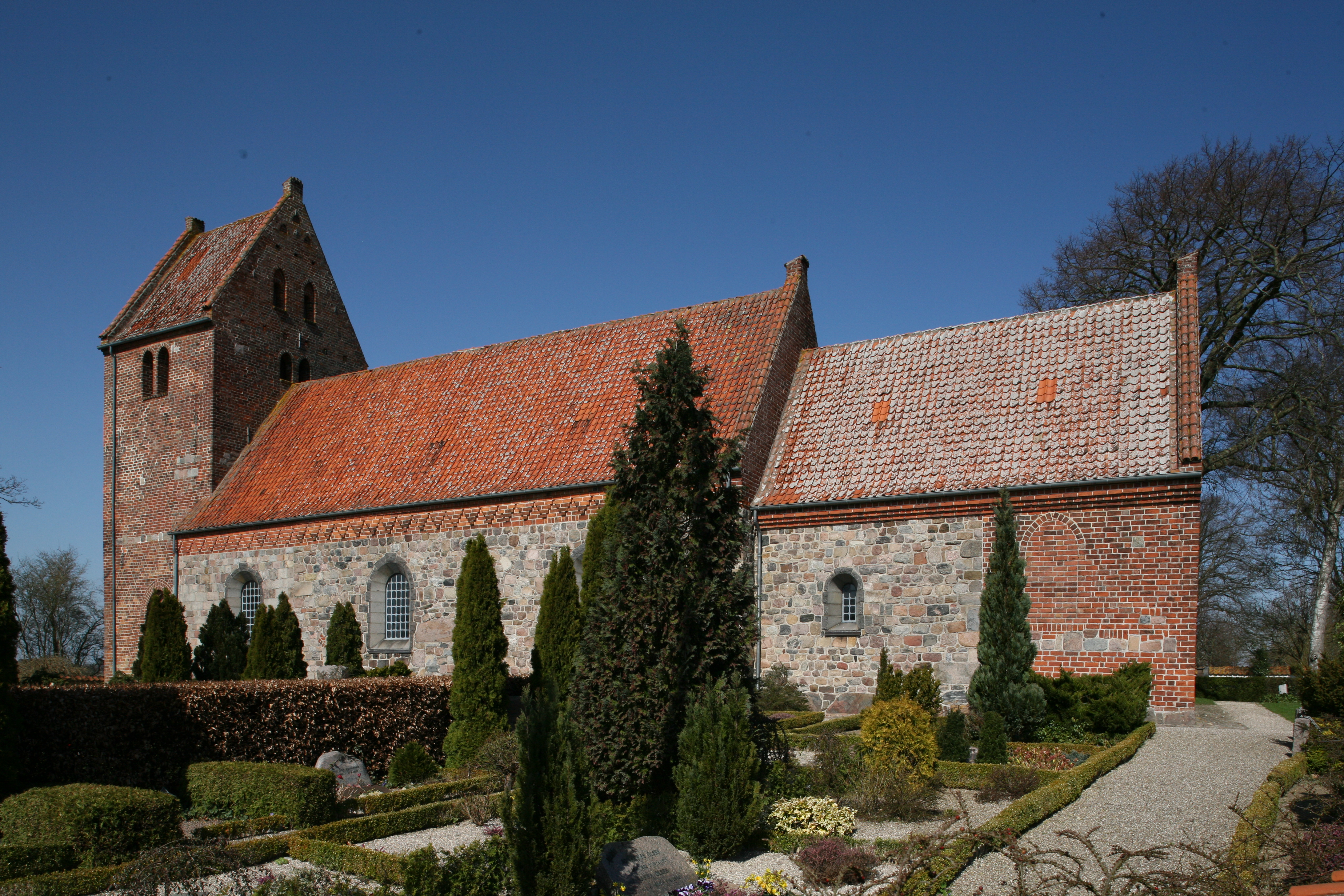
Førslev Kirke

ist eine Kirchspielsgemeinde (dän.: Sogn)
auf der Insel Sjælland im südlichen Dänemark.
Bis 1970 gehörte sie zur Harde Øster Flakkebjerg Herred im damaligen Sorø Amt, danach zur Fuglebjerg Kommune im Vestsjællands Amt, die im Zuge der  Kommunalreform zum 1. Januar 2007 in der Næstved Kommune in der Region Sjælland aufgegangen ist.
Im Kirchspiel leben 936 Einwohner (Stand: 1. Januar 2023).
Im Kirchspiel liegt die Kirche „Førslev Kirke“.
Nachbargemeinden sind im Norden Fuglebjerg-Tystrup-Haldagerlille Sogn, im Nordosten Gunderslev Sogn, im Osten Hyllinge Sogn, im Süden Kvislemark Sogn und im Westen Hårslev Sogn und Krummerup Sogn.